# Matador Records
Matador Records är ett amerikanskt skivbolag som grundades 1989 av Chris Lombardi.

## Historia
Allt började med att Chris upptäckte den österrikiska duon H.P. Zinker och tog med dem till Wharton Tiers' Fun City Studio till inspelning OLE-001. På den tiden låg skivbolaget i Chris lägenhet i New York och han var helt ensam. Tiden gick och han fick in flera artister som Dustdevils, Railroad Jerk och Superchunk. 1990 fick Chris sällskap med Gerard Cosloy och det var då den riktiga känslan att ha ett eget skivbolag kom till och för första gången skrevs det om bolaget i ett flertal olika massmedier.
Det tog ett tag innan de båda kände att det var dags att skaffa ett riktigt kontor för företaget och det dröjde inte länge innan de flyttade in i en stor våning i en skyskrapa i New York och personalen ökade till 24 personer. Banden Pavement, Liz Phair och The Jon Spencer Blues Explosion fick snart skivkontrakt hos Matador Records. Matador Records hjälpte även band som Yo La Tengo, Cat Power, Cornelius, Solex, Pizzicato Five, Helium och Arsonists att bli lite mer internationella.
Belle & Sebastian, Mogwai, Boards of Canada, Red Snapper, Arab Strap är några av de band som Matador Records har hos sig idag. Sedan 1996 har även Matador Records ett kontor i den brittiska huvudstaden London för att på så sätt få igång försäljningen av de annars okända banden. Band som M. Ward, Sleater-Kinney, Modest Mouse och Superchunk var de första som fick godkända demos av kontoret i London.
Matador Records har ofta blivit omtalade för att ha en konstig syn på musik, eftersom folk inte tyckte att världen var redo för musik som till exempel Pavement gjorde under denna tid,[källa behövs] men inställningarna till musiken ändrades snabbt och företaget valde att ta in ett flertal indierockband. Experimentell musik, hip-hop och elektronisk musik var bara ett fåtal av de nya musikgenrer som Matador producerade.
Hiphopmusikern Large Professor, banden Interpol och The New Pornographers samt artisterna Stephen Malkmus och Spiral Stairs fick skivkontrakt vid millennieskiftet och deras debuter sålde bra över hela världen.